# Миклеуш
Миклеуш (хорв. Mikleuš) — община с центром в одноимённом посёлке на северо-востоке Хорватии, в Вировитицко-Подравской жупании. Население 816 человек в самом посёлке и 1419 человек во всей общине (2011). Большинство населения — хорваты (86,6 %), сербы составляют 10 % населения. В состав общины кроме самого Миклеуша входят ещё 4 деревни. Большинство населения занято в сельском хозяйстве.
К северу и востоку от посёлка находится Подравинская низменность со своими обширными сельскохозяйственными угодьями, к югу и западу начинаются отроги гряды Папук. В 12 км к северо-западу находится город Слатина, в 10 км к юго-востоку город Ораховица. Через посёлок Миклеуш проходит автодорога D2 Вараждин — Копривница — Осиек.